# Troca pulsada H/D

## Definição
A troca pulsada H/D é uma técnica criada por Walter Englander e Robert Baldwin, que tem por objetivo a determinação do curso temporal de resíduos individuais durante o dobramento de uma determinada proteína. Consiste na detecção da substituição de átomos acídicos de hidrogênio (como o das aminas e grupamentos hidroxila) por átomos de deutério (isótopo de 1H, também chamado de hidrogênio pesado ou 2H). Como o hidrogênio e o deutério possuem espectros de ressonância magnética e massas atômicas diferentes, a incorporação de deutério pode ser facilmente detectada utilizando-se estas propriedades. 

## Detecção por ressonância magnética
Primeiramente, a proteína nativa é desnaturada com uma solução de cloreto de guanidina ou ureia em D2O (água deuterada, com deutério no lugar do hidrogênio). Os hidrogênios mais lábeis e acídicos (como os de aminas e os das cadeias laterais, mais expostos e em contato com o solvente) são substituídos por átomos de deutério. O dobramento é então iniciado em um aparelho de stopped flow, diluindo-se a solução desnaturante em H2O e reduzindo-se o pH de forma a interromper a troca de hidrogênio. Em seguida, o pH é aumentado (“pulso marcado”) para reiniciar a troca de hidrogênio. Com isso, os átomos de deutério do peptídeo que não formaram ligação de hidrogênio estão, portanto, livres para fazer a troca com o 1H, enquanto os que já formaram ligações, permanecem deuterados. A troca é novamente interrompida com a redução do pH e o dobramento é concluído. Com isso, através de ressonância magnética é possível identificar a taxa de incorporação de deutério e, portanto, a dinâmica e o tempo de dobramento de determinados resíduos individuais de uma proteína. 

## Detecção por espectrometria de massa
O tempo de dobramento de uma proteína também pode ser avaliado através de espectrometria de massas, onde a proteína é desnaturada e posteriormente fragmentada geralmente com pepsina. Os fragmentos são então separados por HPLC e seu grau de deuteração é avaliado por espectrometria de massas. Ao contrário da detecção por ressonância magnética, a espectrometria não detecta informação estrutural sobre os resíduos individuais, mas pode determinar, através do grau de deuteração, subpopulações de fragmentos que assumiram diferentes tipos de dobramento.